# Paracleocnemis termalis
Espèce
Paracleocnemis termalis est une espèce d'araignées aranéomorphes de la famille des Philodromidae.

## Distribution
Cette espèce est endémique d'Argentine.

## Publication originale
- Schiapelli & Gerschman, 1942 : Arañas argentinas (primera parte). Anales del Museo Argentino de Ciencias Naturales Bernadino Rivadavia, vol. 40, p. 317-332.